# Zealandoberis violacea
Zealandoberis violacea är en tvåvingeart som först beskrevs av Frederick Wollaston Hutton 1901.  Zealandoberis violacea ingår i släktet Zealandoberis och familjen vapenflugor. Inga underarter finns listade i Catalogue of Life.